# أحمد حسن اليعقوب
أحمد حسن محمد حسن اليعقوب (ولد في 30 أكتوبر 1994 في المنامة، البحرين) لاعب كرة قدم بحريني يجيد اللعب في مركز المهاجم. يلعب حاليا لصالح الرفاع الشرقي البحريني منذ 2012.